# Freycinetia lauterbachii
Freycinetia lauterbachii är en enhjärtbladig växtart som beskrevs av Otto Warburg. Freycinetia lauterbachii ingår i släktet Freycinetia och familjen Pandanaceae. Inga underarter finns listade.